# Волкер, Курт
Курт Дуглас Во́лкер (англ. Kurt Douglas Volker; род. 27 декабря 1964, Пенсильвания, США) — американский дипломат. Постоянный представитель США в НАТО (2008—2009). Директор Института Маккейна в Аризоне с 2011 года. Специальный представитель Государственного департамента США по вопросам Украины (2017—2019). В 2019 году в ходе расследования в Конгрессе США, предваряющего объявление импичмента президенту Дональду Трампу, Волкер подал в отставку в связи с его вскрывшейся причастностью к политическому скандалу — обвинению Дональда Трампа в давлении на президента Украины Владимира Зеленского с целью получения компромата на бывшего вице-президента США Джо Байдена.

## Биография
Курт Волкер родился 27 декабря 1964 года в семье Бенджамина и Тельмы Волкер. Окончил школу международных отношений и университет Джорджа Вашингтона.
Свою карьеру начал в 1986 году как аналитик Центрального разведывательного управления.
С 1988 года Курт Волкер служил во внешней службе Государственного департамента США. С 1997 по 1998 год работал юристом в составе команды сенатора Джона Маккейна. В 1998 году Волкер занял должность первого секретаря миссии США в НАТО, а в 1999—2001 годах был заместителем директора частного кабинета генерального секретаря НАТО Джорджа Робертсона.
В 2000-х был исполнительным директором по делам Европы и Евразии в Совете национальной безопасности, руководил подготовкой США к саммитам НАТО в Праге (2002) и Стамбуле (2004). В июле 2005 года стал заместителем помощника госсекретаря по делам Европы и Евразии, в июле 2008 года был назначен постоянным представителем США в НАТО, сменив на этом посту Викторию Нуланд.
В 2009 году Волкер покинул государственную службу, а в 2011 году занял руководящий пост в вашингтонской консультативной и инвестиционной компании BGR Group. Именно BGR Group по контракту с Украиной в 2017 году после победы Дональда Трампа занималась лоббированием интересов Украины в американской администрации — до конца 2017 года Украина обязалась платить BGR Group ежемесячно по 50 тыс. долларов за разработку «стратегии в сферах развития бизнеса и межправительственных связей», а также за «организацию встреч» с американскими чиновниками.
С 2012 года Волкер является исполнительным директором Института международного лидерства Маккейна при Университете штата Аризона.

### Спецпредставитель США по Украине
7 июля 2017 года госсекретарь США Рекс Тиллерсон назначил Курта Волкера специальным представителем Госдепартамента США по Украине. Представляя Волкера в Киеве 10 июля, Рекс Тиллерсон заявил: «Цель США — восстановить территориальную целостность и единство Украины, которой мы дали уже 600 млн долларов с начала кризиса… Мы разочарованы отсутствием прогресса в выполнении минских договорённостей, мы призываем Россию выполнять их условия, в частности добиться от сепаратистов прекращения боевых действий. Санкции ЕС и США в отношении России сохранятся до тех пор, пока она не прекратит действия, вызвавшие их».
Ещё до своего назначения на новый пост Волкер был известен как убеждённый противник «нормандского формата», который, по его мнению, выгоден лишь России. Летом 2015 года Курт Волкер назвал минские договорённости «соглашением о разделе Украины, навязанным Киеву Германией, Россией и Францией».
Антироссийские позиции Волкера подтверждаются многими его высказываниями. В частности, в апреле 2017 года на слушаниях комитета по международным делам Сената он заявлял: «Российские войска оккупировали часть Украины, Грузии и Молдавии, и, нагло демонстрируя силу, Россия просто аннексировала Крымский полуостров». В феврале 2016 года в комментарии по Сирии для телекомпании Fox News он сказал: «Мне кажется, русским нравится казаться крепким орешком, пока им не бросят настоящий вызов. Как только они столкнутся с настоящей проблемой, думаю, они станут уважать границы, если мы их чётко обозначим».
В конце июля 2017 года Волкер в интервью телеканалу «Настоящее время» заявил: «Это (Донбасс) территория, которая была захвачена и оккупирована, а в случае Крыма Россия также заявила, что аннексировала эту территорию. Это просто неприемлемо — вы не можете просто прийти и захватить кусок чужой страны. Поэтому не может быть никакого признания, никакой легитимности ни для российских шагов на востоке Украины, ни в Крыму». Волкер убеждён, что санкции в отношении России должны ужесточаться до тех пор, пока они не приведут к урегулированию ситуации на востоке Украины.
Первый раунд консультаций между Куртом Волкером и помощником российского президента Владиславом Сурковым состоялся 21 августа 2017 года в Минске. В течение последующих месяцев прошло несколько раундов переговоров, однако с 29 января 2018 года стороны больше не встречались. Одним из основных вопросов, обсуждавшихся Волкером и Сурковым, был формат предполагаемой миротворческой миссии ООН на Донбассе. Основное расхождение между позициями США и России состоит в том, что Россия настаивает на размещении миротворцев исключительно на линии разграничения конфликтующих сторон, в то время как США (и Украина) настаивают на том, чтобы миротворцы заняли всю территорию, контролируемую ДНР и ЛНР, включая украинско-российскую границу.
В марте 2018 года Курт Волкер заявил, что Донецкая и Луганская народные республики должны быть ликвидированы, поскольку не соответствуют Конституции Украины. По его словам, эти республики «являются образованиями, которые созданы Россией для того, чтобы помочь замаскировать роль РФ и укрепить продолжающийся конфликт». Это высказывание вызвало жёсткую реакцию в России.
Тогда же Волкер заявил о своей поддержке идеи введения персональных санкций за посещение Крыма, который США считают оккупированной территорией Украины: «Важно, что США, ЕС, Украина и другие страны не признают российскую аннексию Крыма. Я думаю, что пришло время подумать о том, как мы можем сделать нашу позицию жёстче, включая последствия за поездки, торговлю и бизнес-контакты с этой территорией».
В мае 2018 года руководитель украинской службы «Голоса Америки» Мирослава Гонгадзе в интервью телеканалу «112 Украина» сообщила со ссылкой на осведомленные источники, что Волкеру продлили и расширили мандат: «Он будет иметь не только полномочия по ситуации на Донбассе, но и получит более широкие полномочия в отношении Украины как таковой».
В октябре 2018 года Курт Волкер отвергнул инициативу России о создании миссии ООН для защиты наблюдателей ОБСЕ на линии соприкосновения на Донбассе, заявив, что это «сохранит существование так называемых народных республик, которым нет места в украинском законодательстве или минских соглашениях». В своём комментарии по этому поводу МИД России заявил, что, выступая на словах за Минские соглашения, господин Волкер на деле работает на их разрушение: «Именно на это нацелена продвигаемая им концепция полной оккупации территории ДНР и ЛНР так называемыми миротворцами ООН, установления там международной военно-гражданской администрации с последующей принудительной передачей Донбасса под контроль киевских властей без предоставления региону особого статуса и обеспечения безопасности его населения, как было договорено в Минске».
18 октября 2018 года Волкер, выступая в Атлантическом совете, заявил, что США планируют регулярно вводить санкции в отношении России, чтобы принудить её к обсуждению урегулирования украинского кризиса. По его словам, политика США заключается в сохранении уже имеющихся ограничений и расширении санкционного давления «каждые один-два месяца или около того».
О необходимости ужесточения антироссийских санкций Волкер заявлял и в декабре 2018 года в связи с инцидентом в Керченском проливе.
По оценке обозревателя газеты «Коммерсантъ» Максима Юсина (12.11.2018), «…Всё, что сейчас исходит от Волкера, воспринимается как элемент жесточайшей борьбы, которая идёт между Вашингтоном и Москвой. Волкер в основном анонсирует санкции, причём в наиболее жестоком, беспощадном варианте. Он говорит открытым текстом: мы будем вводить санкции каждый месяц-полтора для того, чтобы Россия как можно болезненнее их воспринимала. Из уст этого человека любые предложения даже, казалось бы, с благородной целью урегулирования в Донбассе, едва ли Кремль воспримет…».
Курт Волкер последовательно выступает за продолжение американской военной помощи Украине.
В феврале 2019 года Волкер представил общественности пропагандистский сайт Госдепартамента под названием «Противодействие агрессии России на Украине» (Countering Russia’s Aggression in Ukraine). В интервью агентству «Интерфакс» на полях Мюнхенской конференции по безопасности Волкер заявил, что Минские соглашения «никогда не работали хорошо, поскольку Россия отказывалась их имплементировать».
28 мая, через неделю после вступления в должность нового президента Украины Владимира Зеленского, Курт Волкер ответил на вопросы мировых СМИ, разъяснив политику США по отношению к Украине после прошедших там президентских выборов и американское видение урегулирования на Донбассе. Волкер заявил, что с точки зрения выполнения Минских соглашений «Украина не может сделать больше, чем она уже сделала», и назвал причиной конфликта «российскую оккупацию»: «Украина приняла закон, который предоставляет амнистию всем тем, кто совершил преступления в ходе конфликта, она приняла закон, предоставляющий особый статус, провела выборы на всей остальной территории и проведёт их на Донбассе, как только установит надёжный контроль над его территорией. К сожалению, невыполнение минских соглашений связано с продолжающейся оккупацией Россией восточной Украины и неутихающим там вооружённым противостоянием. Таким образом, Украина не в состоянии двигаться дальше и делать больше того, что она уже сделала. В то же время Россия должна добиться реализации договорённостей о прекращении огня, вывести из региона свои силы, способствовать роспуску незаконных вооружённых формирований и упразднению „народных республик“, которых не существует в украинской конституции и которые не были сторонами минских соглашений. В общем, России ещё предстоит сделать многое для того, чтобы прекратить войну в Донбассе».
27 сентября 2019 года телеканал CNN со ссылкой на информированные источники сообщил, что Курт Волкер подал в отставку с поста спецпредставителя Госдепартамента США по Украине. Телеканал отметил, что отставка произошла на следующий день после публикации текста жалобы анонимного сотрудника американских спецслужб на действия президента США Дональда Трампа в связи с его звонком президенту Украины Владимиру Зеленскому, состоявшимся 25 июля.
Информатор утверждал, что Волкер помог устроить встречу личного адвоката Трампа Руди Джулиани с представителями Зеленского. Кроме того, в жалобе говорилось, что после телефонного разговора президентов США и Украины Волкер 26 июля прибыл в Киев с указаниями от Белого дома. Последний визит Волкера на Украину состоялся в конце июля 2019 года. Тогда он с Зеленским и постоянным представителем США при ЕС Гордоном Сондландом, в частности, обсудили ситуацию на Донбассе. 3 октября Волкер дал в Конгрессе показания в рамках расследования по вопросу об импичменте президента Дональда Трампа.
26 декабря 2021 года Курт Волкер заявил, что Западу необходимо поменять свою политику — вводить санкции не после определенных действий России, а превентивно. Комментируя предложения по гарантиям безопасности, которые Россия направила США и остальным членам НАТО, Волкер подчеркнул, что они «совершенно неприемлемы». Помимо этого он заявил о необходимости увеличить военную помощь Украине. Бывший спецпредставитель Госдепа также предложил держать Россию в неведении и не сигнализировать ей, какие шаги США и НАТО предпримут в конечном счете, чтобы оказать помощь Украине.

## Личная жизнь
Состоит во втором браке. В июне 2019 года женился на грузинке Ии Меурмишвили, журналистке «Голоса Америки». Имеет сына и дочь от первого брака.

## Награды
- Памятный знак за личный вклад в развитие трансатлантических отношений Литвы и по случаю приглашения Литовской Республики в НАТО (12 февраля 2003 года, Литва)[34].
- Командор ордена Великого князя Литовского Гядиминаса (25 июня 2003 года, Литва)[35].
- Командор ордена «За верную службу» (24 октября 2003 года, Румыния)[36].
- Орден Креста земли Марии 3 класса (6 февраля 2006 года, Эстония)[37].
- Орден Золотого руна (2017 год, Грузия)[38].
- Орден князя Ярослава Мудрого V степени (18 мая 2019 года, Украина) — за значительный личный вклад в поддержку и развитие демократии в Украине, восстановление государственного суверенитета и территориальной целостности Украинского государства[39]